# Olympische Jugend-Sommerspiele 2018/Inline-Speedskating
Bei den Olympischen Jugend-Sommerspielen 2018 in Buenos Aires wurden am 7. und 8. Oktober zwei Wettbewerbe im Inline-Speedskating ausgetragen. Es war die erste Austragung dieser Sportart bei einem olympischen Turnier.

## Hintergrund
Als Qualifikation dienten die Weltmeisterschaften im Roller-Speed-Skating, die vom 1. bis zum 3. Juli 2018 im niederländischen Heerde stattfanden.
Die Wettbewerbe wurden in drei Disziplinen ausgetragen: Am ersten Wettkampftag gab es zunächst einen Sprint über 1000 Meter, dieser wurde in zwei Läufen ausgetragen, die acht schnellsten Athleten der Vorrunde qualifizierten sich für das Finale. Anschließend fand ein Eliminierungsrennen statt, ähnlich dem Ausscheidungsfahren im Radsport. Es ging über insgesamt 5000 Meter. Am zweiten Wettkampftag wurde schließlich ein Sprint über 500 Meter ausgetragen, dieser bestand aus drei Runden, die schnellsten Vier zogen ins Finale ein.
Das Abschneiden der Teilnehmenden wurde mit Punkten bewertet: Der oder die Erstplatzierte jeder Disziplin erhielt 14 Punkte, der oder die Letztplatzierte einen Punkt. Am Ende wurden die Punkte aller Disziplinen zusammengerechnet, die drei Athleten mit der höchsten Gesamtpunktzahl erhielten die Medaillen.

## Ergebnisse

### Jungen
| Platz | Land                | Athlet             | Punkte |
| ----- | ------------------- | ------------------ | ------ |
| 1     | Kolumbien           | Jhonny Angulo      | 39     |
| 2     | Italien             | Vincenzo Maiorca   | 38     |
| 3     | Niederlande         | Merijn Scheperkamp | 30     |
| 4     | Chinesisch Taipeh   | Chang Chia-wei     | 29     |
| 5     | Argentinien         | Nahuel Schelling   | 29     |
| 6     | Volksrepublik China | Chen Tao           | 28     |
| 7     | Südkorea            | Cheon Jong-jin     | 25     |
| 8     | Ecuador             | David Sarmiento    | 20     |
| 9     | Frankreich          | Ewen Foussadier    | 19     |
| 10    | Belgien             | Jason Suttels      | 17     |
| 11    | Chile               | Ignacio Mardones   | 13     |
| 12    | Spanien             | Ivan Galar         | 12     |
| 13    | Venezuela           | Gustavo Rodríguez  | 11     |
| 14    | Australien          | Alexander Myint    | 5      |

### Mädchen
| Platz | Land              | Athletin            | Punkte |
| ----- | ----------------- | ------------------- | ------ |
| 1     | Kolumbien         | Gabriela Rueda      | 42     |
| 2     | Frankreich        | Honorine Barrault   | 36     |
| 3     | Italien           | Giorgia Valanzano   | 36     |
| 4     | Spanien           | Nerea Langa         | 34     |
| 5     | Chinesisch Taipeh | Wang Kuan-chih      | 30     |
| 6     | Ecuador           | María Arias         | 24     |
| 7     | Chile             | Ashly Marin         | 23     |
| 8     | Portugal          | Carolina Ferreira   | 22     |
| 9     | Deutschland       | Angelina Otto       | 19     |
| 10    | Argentinien       | Fernanda Illanes    | 14     |
| 11    | Niederlande       | Marit van Beijnum   | 14     |
| 12    | Australien        | Giselle Stogdale    | 10     |
| 13    | Tschechien        | Andrea Lokvencová   | 9      |
| 14    | Thailand          | Patjira Srisathitha | 3      |

## Medaillenspiegel
|       | Medaillenspiegel | Medaillenspiegel | Medaillenspiegel | Medaillenspiegel | Medaillenspiegel |
| Platz | Land             | G                | S                | B                | Gesamt           |
| ----- | ---------------- | ---------------- | ---------------- | ---------------- | ---------------- |
| 1     | Kolumbien        | 2                | –                | –                | 2                |
| 2     | Italien          | –                | 1                | 1                | 2                |
| 3     | Frankreich       | –                | 1                | –                | 1                |
| 4     | Niederlande      | –                | –                | 1                | 1                |
| Total | Total            | 2                | 2                | 2                | 6                |